# Papovaviricetes
Classe
Familles de rang inférieur
- Polyomaviridae
- Papillomaviridae

Les Papovaviricetes (ou papovavirus) sont une classe de virus à ADN bicaténaire circulaire, non enveloppés, avec un petit génome ayant un fort pouvoir oncogène, autrefois considérées comme une famille : la famille des Papovaviridae.
Il existe deux genres chez les Papovaviridae :
- papillomavirus (5 000 kDa, 55 nm Ø) : verrues, papillomes
- polyomavirus (3 500 kDa, 45,5 nm Ø) : infections inapparentes chez les hôtes naturels mais qui induisent des tumeurs chez les hôtes non permissibles

Le nom papovavirus provient de l'assemblage des deux premières lettres des noms des premiers membres :
- Papillomavirus
- Polyomavirus
- Vacuolating — pour simian vacuolating virus 40, le virus simien 40, ou SV40 — (connu depuis pour faire partie du genre Polyomavirus).

## Morphologie
Il s'agit de petites particules hexagonales (parmi les plus petits virus à ADN), avec une capside icosaédrique de 72 capsomères formées à partir de trois protéines de structure :
- VP1 (protéine majeure)
- VP2 et VP3 (protéines mineures)

L'ADN bicaténaire circulaire est superenroulé et associé à des histones cellulaires.

## Cycle de multiplication
- Adsorption : la protéine de capside VP1 s’associe au récepteur cellulaire
- Pénétration : endocytose (rôle de VP2 et VP3)
- Décapsidation
- Ils utilisent l'ADN polymérase cellulaire pour la réplication
- Synthèse des acides nucléiques et des protéines